# 이온 플럭스 (영화)
《이온 플럭스》(영어: Æon Flux)는 2005년에 개봉한 SF 첩보 액션 영화이다. 이 작품은 애니메이터 피터 정이 창작한 동명의 애니메이션 시리즈를 원작으로 하지만 느슨한 연관 관계를 가지고 있다. MTV 필름스, 레이크쇼어 엔터테인먼트, 스튜디오 바벨스베르크, 발할라 모션 픽처스가 제작하였다. 샬리즈 세런이 주연으로 출연하였다. 2005년 12월 2일에 파라마운트 픽처스에 의해 미국에서 개봉하였다. 제작 비용으로 6,500만 달러를 소요한 것에 비하여 5,230만 달러 수익을 기록하여 상업적으로 실패하였다.

## 줄거리
2011년 한 바이러스성 질병으로 인해 지구 전체 인구 중 99%가 사망한다. 4세기 후인 2415년, 남은 500만 인류는 해독제를 개발한 트레버 굿차일드의 가문이 중심에 놓인 의회로부터 통치를 받으며 성곽 도시 국가 브레그나에서 살고 있다.
일견 희망차보이는 브레그나에선 시민들이 설명할 수 없는 꿈에 시달리며 일부는 쥐도새도 모르는 사이 납치돼 사라지고 있다. 이에 저항하는 사람들은 텔레파시 기술로 소통하며 지도자 핸들러가 이끄는 지하 반군 조직 모니칸스에 모여있다. 실력이 뛰어난 전사 이온 플럭스도 그 일원인 모니칸이다.
하루는 모니칸으로 오해 받은 여동생 우나가 살해된다. 이후 이온은 정부 지도자 트레버 굿차일드를 암살하라는 임무를 받지만 모니칸스가 쿠데타를 꾸미는 의원 도당에게 조종당해왔다는 걸 깨닫게 된다. 이온은 브레그나인들의 기원에 의문을 품는 한편, 처음 보는 것처럼 느껴지지 않는 트레버와 자신의 연결 고리를 궁금해한다.
트레버는 바이러스 해독제가 인류를 불임으로 만들어 브레그나 거주민이 죽으면 바로 이를 복제하는 식으로 인구수를 유지해왔으며 DNA가 끝없이 재활용되어왔다고 설명한다. 이 때문에 거주민들에겐 전생 기억이 단편으로 남아 각자의 꿈을 통해 나타나고 있었다. 죽은 우나는 이미 사샤 프릴로라는 아기로 복제돼 태어난 상태였고, 이온은 원조 트레버의 아내 캐서린의 첫 복제였다. 트레버는 불임 문제를 해결하려고 스스로를 일곱 차례 복제하며 대를 이어 연구를 거듭해왔고 실험 대상 중 하나였던 우나가 임신에 성공했으나 트레버의 동생 오런이 굿차일드 가문 복제자들의 권력 유지를 위해 우나를 포함한 실험 대상 전원을 살인했다고 밝힌다.
오런은 트레버에게 이미 인간의 인위적 개입 없이 자연의 섭리가 불임 문제를 해결하여 자연 임신이 가능해진 여성들이 생겼으나 이들 역시 자신이 전부 없앴다는 걸 알려준다. 한편 모니칸스는 트레버를 죽이지 않는 이온을 배신자로 간주해 죽이려한다.
이온은 친구 시샌드라에게 핸들러의 지시를 무시하고 함께 오런과 그 무리를 처리하자고 텔레파시로 설득한다. 시샌드라 등 모니칸스가 이온을 돕고, 이온은 DNA 저장고인 비행선 렐리클을 파괴한다. 렐리클은 도시 벽에 부딪히면서 벽을 무너뜨리고, 거주민들은 4세기 만에 바깥 땅을 보게 된다.

## 출연
- 샬리즈 세런 - 이온 플럭스 역
- 마턴 초카시 - 트레버 굿차일드 역
- 조니 리 밀러 - 오런 굿차일드 역
- 소피 오커네이도 - 시샌드라, 모니칸 친구 역
- 프랜시스 맥도먼드 - 핸들러 역
- 피트 포슬스웨이트 - 키퍼 역
- 어밀리아 워너 - 우나 플럭스 역
- 니콜라이 킨스키 - 클라우디어스, 우나의 연인 역
- 캐럴라인 치케지 - 프레이아 역
- 패터슨 조지프 - 지로 역
- 양좀 브라우엔 - 이나리 역
- 라이너 빌 - 사령관 펄 역
- 찰리 빌 - 개릿 오드 중위 역
- 아나톨 타우프만 - 사샤 프릴로의 아버지 역
- 라비니아 빌손 - 사샤 프릴로의 어머니 역
- 키라 릴리 포반츠 - 사샤 프릴로(아기 우나) 역
- 닐스 돔닝 - 어린 트레버 역
- 보얀 헤인 - 어린 오런 역
- 토머스 휴버 - 과학자 역
- 이번 오하라 - 과학자 역
- 웨이졘 류 - 과학자 역
- 랠프 허포스 - 정원사 역
- 마베리크 퀙 - 화학자 역
- 메건 게이 - 직조공 역
- 브루노 브루니 주니어 - 무기고 군인 역
- 로널드 마크스 - 브레그나 경감 역
- 악셀 슈라이버 - 경찰관 역
- 케이티 멀린스 - 이웃 역
- 숀 로턴 - 시장에 있는 남자 역
- 베티 오키노 - 모니칸 스파이 역
- 테리 바틀릿 - 모니칸 스파이 역
- 윌리엄 모츠 - 경비 요원 역
- 필 헤이 - 군인 역
- 요스트 지드호프 - 우는 사람 역
- 타마라 뢸 - 우는 사람 역
- 나르게스 라시디 - 임신한 여자 역
- 클라스 뷔르펠 - 남편 역
- 로빈 구치 - 의사 역
- 안나 데카를로 - 브레그나 희생자 역
- 밀턴 웰시 - 모니칸 역
- 메흐메트 일마즈 - 모니칸 역
- 마이클 핑크 - 모노레일 승객 역
- 요아힘 쇤펠트 - 모노레일 승객 역

## 기타 제작진
- 협력 제작: 헤닝 몰펜더
- 사운드트랙 작곡 참여: 라인홀트 하일(미사용), 조니 클리멕(미사용)

## 수상
- 2006년 제9회 상하이국제영화제 후보 국제영화 파노라마